# Reinhart Pieter Anne Dozy
Reinhart Pieter Anne Dozy (Leiden, 21 februari 1820 – aldaar, 29 april 1883) was een Nederlands arabist, historicus en hoogleraar aan de Universiteit Leiden

## Biografie
Reinhart Pieter Anne Dozy werd geboren in Leiden als zoon van de geneesheer François Jacques Dozy. In zijn jeugd volgde hij onderwijs aan meerdere kostscholen. Daarna volgde hij van 1834 tot en met 1837 academisch onderwijs onder Jan Jacob de Gelder. Hij beheerste toen al het Engels, Duits en Frans waarna zijn leermeester voorstelde om Arabisch te gaan studeren. Zijn inschrijving aan de letterenfaculteit van de Universiteit Leiden volgde in 1837. Hij behaalde twee jaar later het kandidaatsexamen.
In 1841 won hij een prijsvraag van het Koninklijk Instituut in Amsterdam (voorloper van de KNAW) waarvoor een lexicon geschreven moest worden over de Arabische kledingdracht. Dit lexicon is uitgegeven onder de titel Dictionnaire détaillé des noms des vêtements chez les Arabes. In 1844 volgde zijn wetenschappelijke promotie en zijn proefschrift, een geschiedenis van de Abbadiden. Datzelfde jaar trouwde hij met Maria Caroline van Goor den Oosterling.
In 1850 volgde zijn benoeming tot buitengewoon hoogleraar met als leeropdracht De Middeleeuwse en Nieuwe Geschiedenis. Datzelfde jaar hield hij zijn oratie met als titel Over den gunstigen invloed, dien de omwentelingen in Frankrijk, sedert 1789, hebben uitgeoefend op de studie der middeleeuwsche geschiedenis. Zijn openbare les werd in het Nederlands gehouden, wat ongewoon was voor die tijd en verontwaardiging opwekte bij de curatoren. Hij werd in 1853 benoemd tot Commandeur in de orde van Karel III. In 1857 volgt zijn benoeming tot gewoon hoogleraar. Gedurende het studiejaar 1868-1869 vervulde hij de functie van rector magnificus, waarna hij een rede over de cultuur van de mohammedanen hield.
Hij bleef hoogleraar tot aan zijn overlijden in 1883.

## Publicaties (selectie)
- Proefschrift, 1844 (online)
- Dictionnaire détaillé des noms des vêtements chez les arabes, Amsterdam, 1845 (online)
- Scriptorum Arabum loci de Abbadidis, Leiden, 1846-63 (online)
- Commentaire historique sur le poème d'Ibn Abdouu par Ibn Badroun. Leiden, 1846-48.
- Geschichte der Almohaden, Leiden, 1847
- Geschichte Afrikas und Spaniens. Leiden, 1848-51
- Notices sur quelques manuscrits arabes. Leiden, 1847-51; 1847 (online);
- Catalogus codicum orientalium academiae Lugduno-Batavae
- Recherches sur l'histoire politique et la littérature de l'Espagne pendant le moyen-age, Leiden, 1849 (online);
- Histoire des Musulmans d'Espagne jusqu'à la conquête de l'Andalousie par les Almoravides, Leiden, 1861
- De Israëlieten te Mekka: van Davids tijd tot in de vijfde eeuw onzer tijdrekening. Haarlem, Kruseman, 1864 (online);
- Oosterlingen. Verklarende lijst der Nederlandsche woorden, die uit het Arabisch, Hebreeuwsch, Chaldeeuwsch, Perzisch en Turksch afkomstig zijn, 's-Gravenhage/Leiden/Arnhem, M. Nijhoff/A.W. Sijthoff/D.A.Thieme, 1867
- Lettre à M. Fleischer, contenant des remarques critiques et explicatives sur le Texte D’Al-Makkari, Leiden, 1871 (online)
- Oratio de causis cur Mohammedanorum cultura et humanitas prae ea quae Christianorum est imminuta et corrupta sit, Leiden, 1869 (online)
- Het Islamisme, Haarlem, 1863 (online)
- Essai sur l'histoire de l'islamisme, Leiden/Paris, 1879; Amsterdam, 1966
- Supplément aux dictionnaires arabes, Leiden, 1877-81
- (met W. H. Engelmann) Glossaire des mots espagnols et portugais dérivés de l'arabe, Leiden, 1869 (online)